# Bruce Campbell
 (octobre 2019).
Si vous disposez d'ouvrages ou d'articles de référence ou si vous connaissez des sites web de qualité traitant du thème abordé ici, merci de compléter l'article en donnant les références utiles à sa vérifiabilité et en les liant à la section « Notes et références ».
Pour les articles homonymes, voir Bruce Campbell (ornithologue) et Campbell.
Bruce Campbell, né le 22 juin 1958 à Royal Oak (Michigan, États-Unis), est un acteur américain.
Il est également ingénieur du son, écrivain, producteur, réalisateur et scénariste.
Il est principalement connu pour son rôle d'Ash Williams dans la saga Evil Dead.

## Biographie
Ami de Sam Raimi depuis ses tout débuts, il est surtout connu pour avoir joué le rôle d'Ash Williams dans la saga Evil Dead. Il est un des membres fondateurs de la société Renaissance Pictures qui sert à financer les projets de Sam Raimi et de Campbell. Il reprend d'ailleurs son rôle en 2015 dans la suite de la saga en série télévisée : Ash vs. Evil Dead.
Par la suite, il devint un acteur de séries B. Il a joué le rôle d'Autolycus dans la série Xena, la guerrière. En 2007, il a obtenu l'un des rôles principaux de la série Burn Notice. Il effectue également plusieurs caméos dans les films de Sam Raimi, comme dans les trois films de Spider-Man : dans le premier, il est le commentateur de ring où Peter combat pour gagner de l'argent, dans le deuxième il joue un employé dans un théâtre et dans le troisième il prend le rôle d'un employé dans un restaurant italien de luxe.

## Filmographie

### Acteur

#### Cinéma

##### Courts-métrages
- 1972 : Oedipus Rex (court métrage) de Josh Becker (en) : Kreon
- 1977 : It's Murder ! (court métrage) de Sam Raimi : Policier à vélo
- 1978 : Shemp Eats the Moon (court métrage) de John Cameron : Shemp Malone
- 1978 : Within the Woods (court métrage) de Sam Raimi : Bruce
- 1980 : Stryker's War (court métrage) de Josh Becker (en) :
- 1981 : Torro Torro Torro ! (court métrage) de Josh Becker (en) et Scott Spiegel : Officer
- 1982 : Cleveland Smith Bounty Hunter (en) (court métrage) de Josh Becker (en) : Cleveland Smith

##### Longs métrages
- 1981 : Evil Dead de Sam Raimi : Ashley 'Ash' J. Williams
- 1984 : Going Back (en) de Ron Teachworth (en) : Brice Chapman
- 1985 : Mort Sur Le Grill (Crimewave) de Sam Raimi : Renaldo 'The Heel'
- 1985 : Thou Shalt Not Kill... Except (en) de Josh Becker (en) : Video Newscaster (non crédité)
- 1987 : Evil Dead 2 de Sam Raimi : Ashley 'Ash' J. Williams
- 1988 : Maniac Cop de William Lustig : Jack Forrest
- 1989 : Intruder (en) de Scott Spiegel : Officier Howard
- 1989 : Péril sur la Lune (Moontrap) de Robert Dyke : Ray Tanner
- 1989 : Sundown : la guerre des vampires (en) (Sundown: The Vampire in Retreat) de Anthony Hickox : Van Helsing
- 1989 : The Dead Next Door (en) de J.R. Bookwalter (en) : Raimi / Cmdr. Carpenter (voix) (non crédité)
- 1990 : Maniac Cop 2 de William Lustig : Jack Forrest
- 1990 : Darkman de Sam Raimi : Final Shemp
- 1991 : Lunatics: A Love Story (en) de Josh Becker (en) : Ray / Mad Brain Surgeon / Mikhaïl Gorbatchev
- 1992 : Waxwork 2: Perdus dans le temps (Waxwork II: Lost in Time) de Anthony Hickox : John Loftmore
- 1992 : Eddie Presley (en) de Jeff Burr : Asylum Attendant
- 1992 : Mindwarp (en) de Steve Barnett : Stover
- 1992 : Evil Dead 3 (Army of Darkness) de Sam Raimi : Ash, Evil Ash
- 1994 : Le Grand Saut (The Hudsucker Proxy) de Joel et Ethan Coen : Smitty
- 1995 : Mort ou vif (The Quick and the Dead) de Sam Raimi : Wedding Shemp (scènes supprimées au montage)
- 1995 : The Demolitionist (en) de Robert Kurtzman : Raffle Winner (non crédité)
- 1995 : Congo de Frank Marshall : Charles Travis
- 1996 : Fargo de Joel et Ethan Coen : sénateur Ronald Reagan acteur à la télé (images d'archives), (non crédité)
- 1996 : Los Angeles 2013 de John Carpenter : le chirurgien de Beverly Hills
- 1997 : Menno's Mind (en) de Jon Kroll (en) : Mick Dourif
- 1997 : Running Time (en) de Josh Becker (en) : Carl
- 1997 : McHale's Navy : y a-t-il un commandant à bord ? (McHale's Navy) de Bryan Spicer : Virgil
- 1998 : La Patinoire de Jean-Philippe Toussaint : l'acteur
- 1999 : Une nuit en enfer 2 : Le Prix du sang (From Dusk Till Dawn 2: Texas Blood Money) de Scott Spiegel : Barry
- 2000 : Icebreaker (en) de David Giancola (en) : Carl Greig
- 2000 : Timequest (en) de Robert Dyke : William Roberts
- 2001 : Hubert's Brain (en) de Phil Robinson et Gordon Clark : Thompson (voix)
- 2001 : The Majestic de Frank Darabont : Roland the Intrepid Explorer
- 2002 : Hatred of a Minute (en) de Michael Kallio : acteur à la télé (images d'archives), (non crédité)
- 2002 : Spider-Man de Sam Raimi : le commentateur ring
- 2002 : Bubba Ho-tep de Don Coscarelli : Elvis Presley / Sebastian Haff
- 2002 : Au service de Sara (Serving Sara) de Reginald Hudlin : Gordon Moore
- 2003 : Drugs de Chad Peter : Bruce
- 2003 : Intolérable Cruauté (Intolerable Cruelty) de Joel et Ethan Coen : Le médecin apparaissant à la TV (non crédité)
- 2004 : Comic Book: The Movie de Mark Hamill : lui-même
- 2004 : Ladykillers (The Ladykillers) de Joel et Ethan Coen : Humane Society Worker (non crédité)
- 2004 : Spider-Man 2 de Sam Raimi : le portier du théâtre
- 2005 : Man with the Screaming Brain de Bruce Campbell : William Cole
- 2005 : L'École fantastique (Sky High) de Mike Mitchell : Coach Boomer
- 2006 : The Woods de Lucky McKee : Joe Fasulo
- 2006 : Lucas, fourmi malgré lui (The Ant Bully) de John A. Davis : Fugax (voix)
- 2007 : Aqua Teen Hunger Force Colon Movie Film for Theaters (en) de Matt Maiellaro (en) et Dave Willis (en) : Chicken Bittle (voix)
- 2007 : My Name is Bruce de Bruce Campbell : lui-même
- 2007 : Spider-Man 3 de Sam Raimi : le maître d'hôtel
- 2009 : Beyond Inside the Cave: The Making of Cavealien 2 (court métrage) de Michael Kallio : lui-même
- 2009 : White on Rice (en) de Dave Boyle (en) : Muramoto (voix)
- 2009 : Tempête de boulettes géantes (Cloudy with a Chance of Meatballs) de Chris Miller et Phil Lord : Maire Shelbourne (voix)
- 2011 : Cars 2 de John Lasseter et Brad Lewis : Rod 'Torque' Redline (voix)
- 2012 : Tar (réalisation collective) : Goody
- 2013 : Le Monde fantastique d'Oz (Oz: The Great and Powerful) de Sam Raimi : Le Winkie gardien du portail
- 2013 : Evil Dead de Fede Álvarez : Ash (non crédité)
- 2015 : The Escort de Will Slocombe : Charles
- 2021 : Black Friday de Casey Patrick Tebo : Jonathan
- 2022 : Doctor Strange in the Multiverse of Madness de Sam Raimi : Pizza Poppa[1]
- 2023 : Evil Dead Rise de Lee Cronin : Ash (caméo vocal non crédité)

#### Télévision

##### Séries télévisées
- 1987 : Côte Ouest (Knots Landing) : Joel Benson (saison 9, épisode 7)
- 1989 : Générations (Generations) : Alan Stuart
- 1993-1994 : Brisco County (The Adventures of Brisco County Jr.) : Brisco County Jr. (27 épisodes)
- 1995 : Loïs et Clark : Les Nouvelles Aventures de Superman (Lois & Clark: The New Adventures of Superman) : Bill Church Jr. (3 épisodes)
- 1995 : American Gothic : Lt. Drey (saison 1, épisode 7)
- 1995-1999 : Hercule : Autolycos (12 épisodes)
- 1996 : Homicide (Homicide: Life on the Street) : Jake Rodzinski (saison 4, épisode 13 et 14)
- 1996-1997 : Ellen : Ed Billik (7 épisodes)
- 1996-1999 : Xena, la guerrière (Xena: Warrior Princess) : Autolycos (8 épisodes)
- 1997 : Code Lisa (Weird Science) : Gene le génie (saison 5, épisode 1)
- 1998 : Timecop : Tommy Maddox
- 1999 : X-Files : Aux frontières du réel : Wayne Weinsider (épisode Pauvre Diable)
- 2000 : Jack, le vengeur masqué (Jack of All Trades) : Jack Stiles / Daring Dragoon (22 épisodes)
- 2001 : TV business (en) (Beggars and Choosers) : Jack (saison 2, épisode 17 et 20)
- 2001 : La Légende de Tarzan (The Legend of Tarzan) : Max Liebling (voix), (saison 1, épisode 28)
- 2002 : Charmed : Agent du FBI Jackman
- 2003 : Duck Dodgers : Pork Piggler (voix), (saison 1, épisode 6)
- 2003 : Jenny Robot (My Life as a Teenage Robot) : Himcules (voix), (saison 1, épisode 11)
- 2004 : Megas XLR : Magnaminous (2 épisodes)
- 2006 : Mega Robot Super Singes Hyperforce Go ! (Super Robot Monkey Team Hyperforce Go!) : Captain Shuggazoom (voix), (saison 4, épisode 11)
- 2006-2009 : Les Remplaçants (The Replacements) : oncle Phil / Phil Mygrave (voix), (5 épisodes)
- 2007 : El Tigre : Les Aventures de Manny Riviera (El Tigre: The Adventures of Manny Rivera) : The Industralist (voix), (saison 1, épisode 15)
- 2013 : 1600 Penn : Doug Gilchrist (saison 1, épisode 6)
- 2007-2013 : Burn Notice : Sam Axe (111 épisodes)
- 2014 : Psych : Dr Ashford N. Simpson (saison 8, épisode 9)
- 2014 : Flynn Carson et les Nouveaux Aventuriers (The Librarians) : Santa (saison 1, épisode 4)
- 2015 : Fargo : Ronald Reagan (saison 2, épisode 5 et 8)
- 2015 : Stay Filthy, Cali : (6 épisodes)
- 2015-2018 : Ash vs. Evil Dead : Ash Williams (3 saisons, 30 épisodes)

##### Téléfilms
- 1996 : Chasseurs de tornades (en) (Tornado!) de Noel Nosseck : Jake Thorne
- 1996 : Assault on Dome 4 (en) de Gilbert Po : Alex Windham
- 1997 : In the line of duty : Blaze of glory de Dick Lowry : Jeff Erickson
- 1997 : Un nouveau départ pour la Coccinelle (The Love Bug) de Peyton Reed : Hank Cooper
- 1997 : Missing Links : Ray
- 1998 : Pour tout l'or de l'Alaska (Goldrush: A Real Life Alaskan Adventure) de John Power : Pierce Thomas 'PT' Madison
- 2002 : Masters of Horror (documentaire) de Mike Mendez et Dave Parker : lui-même
- 2002 : Invasion finale (Terminal Invasion) de Sean S. Cunningham : Jack
- 2005 : Alien Apocalypse de Josh Becker (en) : Ivan
- 2006 : Touch the Top of the World de Peter Winther : Ed Weihenmayer
- 2011 : Sam Axe : La Dernière Mission (Burn Notice: The Fall of Sam Axe) de Jeffrey Donovan : Sam Axe
- 2022 : Le secret de mon Père Noël

#### Jeux vidéo
- 1997 : Pitfall 3D: Beyond the Jungle : Pitfall Harry (voix)
- 1997 : Broken Helix (en) : Burton (voix)
- 2000 : Evil Dead: Hail to the King : Ash / Evil Ash (voix)
- 2000 : Tachyon: The Fringe : Jake Logan (voix)
- 2002 : Spider-Man : Tour Guide (voix)
- 2003 : Evil Dead: A Fistful of Boomstick : Ash (voix)
- 2004 : Spider-Man 2 : Tour Guide / Usher at theatre (voix)
- 2005 : Evil Dead: Regeneration : Ash (voix)
- 2006 : Lucas, fourmi malgré lui (The Ant Bully) : Fugax (voix)
- 2007 : Spider-Man 3 : le narrateur (voix)
- 2008 : Hellboy: The Science of Evil : Lobster Johnson (voix)
- 2011 : Cars 2 : Rod 'Torque' Redline (voix)
- 2012 : The Amazing Spider-Man : Extreme Reporter (voix)
- 2013 : TOME: Immortal Arena : (voix)
- 2015 : Call of Duty: Advanced Warfare : Captain Lennox (visage et voix)
- 2019 : Dead by Daylight : Ash Williams (voix)
- 2022 : Evil Dead: The Game : Ash Williams (visage et voix)
- 2024 : Ash vs. Evil Dead (by Retrorealms)

### Producteur

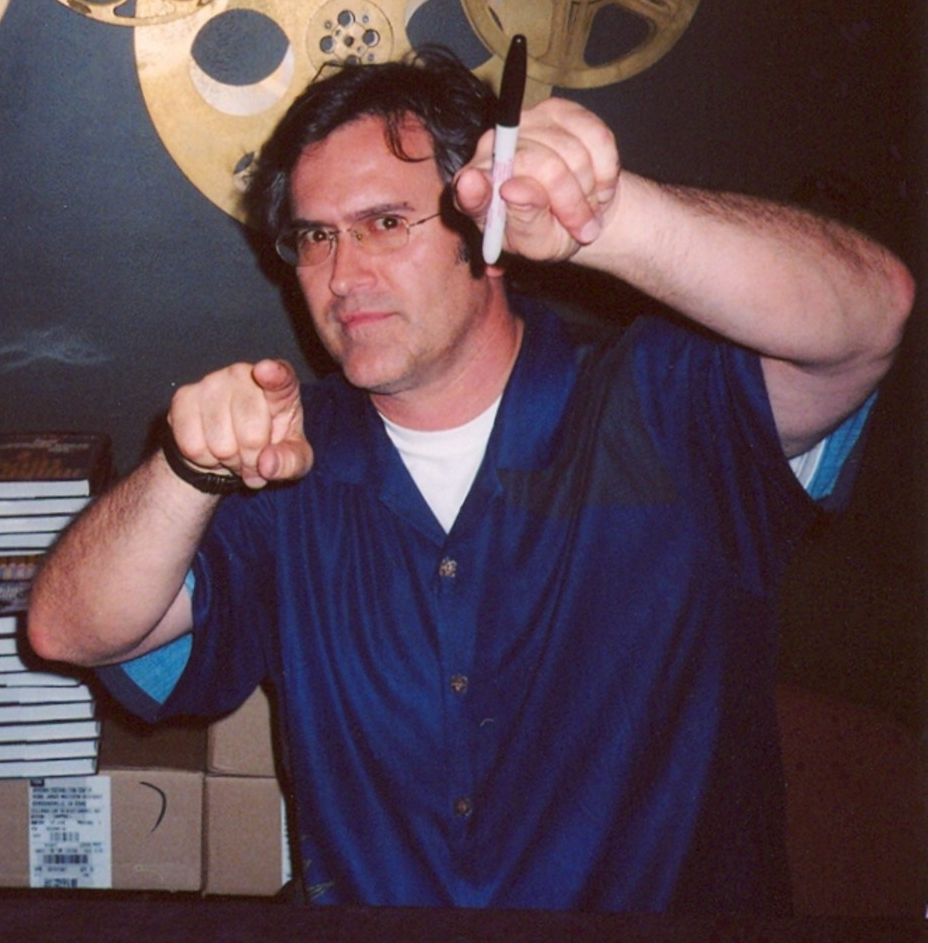
Bruce Campbell en 2005 lors de la première de Man with the Screaming Brain.

#### Cinéma
- 1978 : Shemp Eats the Moon (court métrage) de John Cameron
- 1978 : Within the Woods (court métrage) de Sam Raimi (producteur exécutif)
- 1981 : Evil Dead de Sam Raimi (producteur exécutif)
- 1981 : Torro Torro Torro ! (court métrage) de Josh Becker (en) et Scott Spiegel (producteur)
- 1985 : Mort Sur Le Grill (Crimewave) de Sam Raimi (coproducteur)
- 1987 : Evil Dead 2 de Sam Raimi (coproducteur)
- 1989 : Easy Wheels (en) de David O'Malley (producteur)
- 1991 : Lunatics: A Love Story (en) de Josh Becker (en) (producteur)
- 1992 : Evil Dead 3 (Army of Darkness) de Sam Raimi (coproducteur)
- 2002 : Hatred of a Minute (en) de Michael Kallio (producteur)
- 2002 : Fanalysis (en) de Bruce Campbell (producteur)
- 2004 : A Community Speaks (en) de Bruce Campbell et Ida Gearon (producteur)
- 2005 : Man with the Screaming Brain de Bruce Campbell
- 2007 : My Name is Bruce de Bruce Campbell
- 2009 : Beyond Inside the Cave: The Making of Cavealien 2 (court métrage) de Michael Kallio (producteur)
- 2013 : Evil Dead de Fede Álvarez (coproducteur)
- 2022 : Evil Dead Rise de Lee Cronin
- 2026 : Evil Dead Burn de Sébastien Vaniček (producteur délégué)

#### Télévision
- 2000 : Jack, le vengeur masqué (Jack of All Trades) (coproducteur exécutif) (8 épisodes)
- 2011 : Sam Axe : La Dernière Mission (Burn Notice: The Fall of Sam Axe) de Jeffrey Donovan (producteur exécutif)
- 2015 : Last Fan Standing (producteur exécutif)
- 2015-2016 : Ash vs. Evil Dead (producteur exécutif) (10 épisodes)

### Réalisateur

#### Cinéma
- 2002 : Fanalysis (en) (documentaire)
- 2004 : A Community Speaks (en) (documentaire)
- 2005 : Man with the Screaming Brain
- 2007 : My Name is Bruce

#### Télévision
- 1995 et 1999 : Hercule (7 épisodes)
- 1997-1999 : Xena, la guerrière (Xena: Warrior Princess) (saison 3, épisode 8 et saison 4, épisode10)
- 2001 : V.I.P. (saison 3, épisode 11 et 13)

### Scénariste
- 1985 : Thou Shalt Not Kill... Except (en) de Josh Becker (en) (coécrit avec Josh Becker (en), Sheldon Lettich et Scott Spiegel)
- 1992 : The Nutt House (en) de Adam Rifkin et Scott Spiegel (coécrit avec Ivan Raimi, Sam Raimi et Scott Spiegel)
- 2005 : Man with the Screaming Brain de Bruce Campbell (coécrit avec David H. Goodman et Sam Raimi)

## Distinctions

### Récompenses
- 1993 : Fangoria Chainsaw Awards du meilleur acteur pour Evil Dead 3
- 2003 : US Comedy Arts Festival du meilleur acteur Bubba Ho-tep
- 2004 : Fangoria Chainsaw Awards du meilleur acteur pour Bubba Ho-tep
- 2005 : Fantasporto du meilleur acteur pour Bubba Ho-tep
- Ashland Independent Film Festival 2007 : Lauréat du Prix Rogue
- 2015 : Fangoria Chainsaw Awards du meilleur acteur TV dans une série télévisée horrifique pour Ash vs. Evil Dead
- 2016 : IGN Summer Movie Awards du meilleur héros TV dans une série télévisée horrifique pour Ash vs. Evil Dead
- 2016 : iHorror Awards de la meilleure performance masculine dans une série télévisée horrifique pour Ash vs. Evil Dead
- Saturn Awards 2016 : Meilleur acteur de télévision pour Ash vs. Evil Dead
- 2017 : Fangoria Chainsaw Awards du meilleur acteur TV dans une série télévisée horrifique pour Ash vs. Evil Dead
- 2017 : iHorror Awards du meilleur acteur dans une série télévisée horrifique pour Ash vs. Evil Dead

### Nominations
- 2003 : DVD Exclusive Awards du meilleur commentaire audio pour Evil Dead
- 2003 : NAVGTR Awards de la meilleure performance vocale dans un jeu vidéo pour Spider-Man
- Chlotrudis Awards 2004 : Meilleur acteur pour Bubba Ho-tep
- 2004 : NAVGTR Awards de la meilleure performance vocale dans un jeu vidéo pour Evil Dead: A Fistful of Boomstick
- Satellite Awards 2010 : Meilleur acteur dans un second rôle dans une série télévisée pour Burn Notice
- Saturn Awards 2017 : Meilleur acteur de télévision pour Ash vs. Evil Dead
- Saturn Awards 2018 : Meilleur acteur de télévision pour Ash vs. Evil Dead

## À noter
- Dans la série animée Megas XLR, il est caricaturé via le personnage de Magnanimous dans l'épisode Battle Royale (saison 1, épisode 2) : il est une combinaison de Bruce Campbell et de MODOK, et utilise souvent des citations tirées de la saga Evil Dead. On retrouve ce personnage dans l'épisode The Return (saison 2, épisode 2), où il apparait dans un robot équipé d'une tronçonneuse à la place de la main droite et un fusil à canon scié dans la main gauche (référence à Evil Dead 2 et 3).
- Le groupe de métal américain Psychostick lui a dédié une chanson dans leur album Revenge of the Vengeance.

## Voix francophones
En version française, Bruce Campbell est dans un premier temps doublé par Érik Colin dans Mort sur le grill, Joël Martineau dans Maniac Cop, Bernard Alane dans Brisco County, Renaud Marx dans Un nouveau départ pour la Coccinelle ou encore par Guy Chapellier dans Sundown : la guerre des vampires (en). Dans la série Loïs et Clark, il est doublé par Luc Boulad puis par Jérôme Keen.
À partir de la série Xena, la guerrière en 1996, Vincent Violette devient la voix la plus régulière de Bruce Campbell , le retrouvant notamment dans Hercule, Jack, le vengeur masqué, Charmed ,Au service de Sara, Psych : Enquêteur malgré lui, Flynn Carson et les Nouveaux Aventuriers ou encore Doctor Strange in the Multiverse of Madness.
Son rôle dans la franchise Evil Dead, est doublé par Frédéric Girard dans le premier doublage du premier film Evil Dead, par Philippe Bellay dans Evil Dead 2 et Patrick Floersheim dans Evil Dead 3. Par la suite, Thierry Mercier reprend la continuité, le doublant dans Sam Axe : La Dernière Mission et Ash vs. Evil Dead. Il le double également dans  Burn Notice et Lodge 49 (en).
Bruce Campbell est également doublé à deux reprises par Patrick Borg dans Congo et Ellen ainsi qu'à trois reprises par Antoine Tomé dans Bubba Ho-tep, Man with the Screaming Brain et Black Friday. Gérard Rinaldi le double dans le premier film Spider-Man, Pierre Forest dans Spider-Man 2, tandis que Jean-Claude Donda le double dans Spider-Man 3. Enfin, Guillaume Orsat le double dans L'École fantastique et Éric Bonicatto dans The Escort. Plus récemment, Serge Biavan lui a aussi prêté sa voix dans les téléfilms Le come-back de Noël et Le secret de mon Père Noël.